# هنري ميج
هنري ميج (بالفرنسية: Henry Meige)‏ (و. 1866 – 1940 م) هو طبيب، وطبيب أعصاب، وعالم تشريح فرنسي، ولد في مولينز، ألير، توفي عن عمر يناهز 74 عاماً.

## جوائز
حصل على جوائز منها:

وسام جوقة الشرف من رتبة فارس